# Scolecobasidium excentricum
Scolecobasidium excentricum är en svampart som beskrevs av R.F. Castañeda, W. Gams & Saikawa 1997. Scolecobasidium excentricum ingår i släktet Scolecobasidium, divisionen sporsäcksvampar och riket svampar.   Inga underarter finns listade i Catalogue of Life.